# Пяявякесе
Пяявякесе (ест. Päevakese, виро Pääväkese) — село в Естонії, входить до складу волості Орава, повіту Пилвамаа.